# Erik Mykland
Erik Mykland (* 21. července 1971 Risør) je bývalý norský fotbalista, který hrál na postu záložníka. Měl přezdívku Myggen (komár) pro charakteristické mávání rukama po vstřelené brance. Byl znám drobnou postavou a technickým stylem hry s přesnými přihrávkami, ale také zálibou v alkoholu a cigaretách. Je nositelem ceny Gullklokka pro hráče, který odehrál za norskou fotbalovou reprezentaci více než 25 utkání.
Hrál za kluby Bryne FK, IK Start, FC Utrecht, FC Linz, Panathinaikos, TSV 1860 München a FC København, s nímž vyhrál v letech 2003 a 2004 dánskou nejvyšší soutěž a v roce 2004 i Dánský fotbalový pohár. V roce 2000 získal Kniksenovu cenu.
Za norskou reprezentaci odehrál v letech 1990 až 2000 78 zápasů a vstřelil dvě branky. Zúčastnil se mistrovství světa ve fotbale 1994, mistrovství světa ve fotbale 1998 a mistrovství Evropy ve fotbale 2000.
Profesionální kariéru ukončil v roce 2004, ale ještě v letech 2008 a 2009 hrál v nižších norských soutěžích za IK Start a Drammen FK. Ve městě Risør si otevřel fotbalovou školu. V roce 2009 byl odsouzen ke 140 hodinám veřejně prospěšných prací za užívání kokainu.